# زبيدة جلال خان
زبيدة جلال خان (بالأردية: زبيدہ جلال خان)، (31 أغسطس 1959 - )، هي وزيرة الإنتاج الحربي الباكستانية منذ 20 أغسطس 2018. ومعلمة وناشطة ليبرالية واجتماعية.
تنتمي زبيدة إلى الجماعة الإسلامية الباكستانية (ق)، وظهرت في كشخصية وطنية وكوزيرة بارزة في حكومة رئيس الوزراء شوكت عزيز من 2002-2007، حيث كانت وزيرة التربية والتعليم، ونجحت في الانتخابات العامة التي أجريت في عام 2008.
وبعد انقطاع قصير لمدة خمس سنوات عن السياسة الوطنية، انضمت إلى الرابطة الإسلامية الباكستانية (ن)، ولكنها تركت مقعدها لصالح كيران حيدر التي احتفظت بمقعدها في الانتخابات العامة لعام 2013.